# Rhinolophidae
Rhinolophidae é uma família da ordem Chiroptera (morcegos), que incluí cerca de 130 espécies em 10 géneros. Pertencem à subordem Microchiroptera.

## Famílias
A família Rhinolophidae é por vezes dividida em duas família: Rhinolophidae e Hipposideridae. Não existe muita dúvida de que estes dois grupos são muito próximos, mas é prática comum classificá-los como subfamílias Hipposiderinae e Rhinolophinae, de uma mesma família. Muitas espécies são difíceis de distinguir.

## Morfologia
Possuem protuberâncias em forma de folha no nariz. Nas espécies da subfamília Rhinolophinae, estas protuberâncias adquirem a forma de uma ferradura; nas espécies da subfamília Hipposiderinae adquirem a forma de folha ou lança. Estas estruturas permitem a ecolocação, servindo para focar o som. A maioria das espécies tem uma coloração acastanhada/avermelhada.

## Ecologia
Habitam regiões temperadas e tropicais, na Europa, África e Ásia. Habitam também na Austrália e em alguma ilhas do Pacífico. Todas as espécies são insectívoras, capturando insectos enquanto voam. Podem habitar em troncos de aŕvores, em grandes colónias em cavernas, enquanto outras espécies preferem locais abertos, em ramos de árvores.
Os membros das populações mais a Norte, hibernam durante o Inverno. Pelo menos uma espécie é migratória. Tal como muitos morcegos da família   Vespertilionidae, as fêmeas de algumas espécies acasalam durante o Outono, armazenando o esperma durante o Inverno, concebendo e fazendo a gestação na Primavera.

## Espécies
- Subfamília Rhinolophinae
  - Género Rhinolophus
- Subfamília Hipposiderinae
  - Género Anthops
  - Género Asellia
  - Género Aselliscus
  - Género Cloeotis
  - Género Coelops
  - Género Hipposideros
  - Género Paracoelops
  - Género Rhinonicteris
  - Género Triaenops